# Montpellier Volley Université Club 2015-2016 (maschile)
Questa voce raccoglie le informazioni riguardanti il Montpellier Volley Université Club nelle competizioni ufficiali della stagione 2015-2016.

## Organigramma societario
Area direttiva
- Presidente: Jean-Charles Cayla, Jean-Louis Cuq
- Vicepresidente: Jean-Jacques Surjus

Area organizzativa
- Responsabile amministrativo: Claude Barbé

Area tecnica
- Allenatore: Loïc Lemarrec
- Allenatore in seconda: Arnaud Josserand
- Scout man: Aurélien Matusiak

Area comunicazione
- Responsabile comunicazione: Jean-Louis Dupont

Area marketing
- Responsabile marketing: Jean-Louis Dupont

Area sanitaria
- Medico: Philippe Sablayrolles
- Preparatore atletico: Aurélien Matusiak
- Fisioterapista: Jean Paul Andrea

## Rosa
| N° | Nome                   | Ruolo | Data di nascita   | Nazionalità sportiva |
| -- | ---------------------- | ----- | ----------------- | -------------------- |
| 1  | Romain Di Giantommasso | P     | 25 maggio 1994    | Francia              |
| 3  | Jean Lebot             | C     | 18 novembre 1995  | Francia              |
| 5  | Felipe da Silva        | C     | 15 settembre 1990 | Brasile              |
| 6  | Karel Linz             | S     | 20 aprile 1986    | Rep. Ceca            |
| 8  | Jasper Diefenbach      | C     | 17 marzo 1988     | Paesi Bassi          |
| 9  | Jean Patry             | O     | 27 dicembre 1996  | Francia              |
| 10 | Philip Schneider       | O     | 23 dicembre 1981  | Austria              |
| 11 | Victor Viciana         | P     | 2 ottobre 1983    | Spagna               |
| 12 | Steve Peironet         | L     | 20 maggio 1985    | Francia              |
| 13 | Daryl Bultor           | C     | 17 novembre 1995  | Francia              |
| 14 | Julien Lavagne         | S     | 24 ottobre 1985   | Francia              |
| 15 | Nadir Douib            | L     | 19 giugno 1996    | Francia              |
| 16 | Théo Josserand         | S     | 29 agosto 1993    | Francia              |
| 17 | Antoine Suty           | P     | 31 ottobre 1996   | Francia              |
| 18 | Nicolas Mandadjiev     | C     | 6 novembre 1993   | Francia              |
| 19 | Geoffrey Pauly         | S     | 19 marzo 1993     | Francia              |